# I Am the Club Rocker
I Am the Club Rocker è il secondo album in studio della cantante rumena Inna, pubblicato il 19 settembre 2011 dalla Roton.
Il disco è prodotto per la maggior parte dai Play & Win e dispone di un nuovo sound electro pop. Precedentemente alla conferma del titolo I Am the Rocker Club, nel web circolavano varie voci sul nome dell'album, ma Inna le ha smentite via Twitter. L'album è stato descritto dai Play & Win come il miglior disco finora pubblicato da Inna e l'intero equipaggio vuole vedere questo album in cima a tutte le classifiche di tutto il mondo. L'album contiene dodici inediti, tra cui il singolo Sun Is Up, e un remix.
Al fine di promuovere l'album, Inna è stata in tour attraversando l'Europa. Il 21 agosto 2011 ha inoltre pubblicato sul suo sito ufficiale la tracklist ufficiale del disco. Prima dell'uscita dell'album, Inna ha caricato sul suo canale YouTube due anteprime, oltre ai singoli promozionali: July, No Limit, Señorita e Moon Girl che pubblicò sempre nel suo sito ufficiale durante il 2009 e il 2010, ovvero durante le promozioni finali del suo disco di debutto, dando via ad un nuovo progetto discografico.

## Promozione
- Il primo singolo estratto dall'album è stato Sun Is Up, che ha avuto gran successo raggiungendo la posizione numero uno in Bulgaria, la seconda posizione in Romania e in Francia e al numero tre in Russia e la Top 20 in tanti altri paesi del mondo.[9]
- Il secondo singolo estratto è stato Club Rocker, pubblicato il 30 maggio 2011. Il brano è stato realizzato con la voce del rapper americano "Flo Rida", in modo da promozionare Inna anche nel mercato americano.[10]
- Il 19 luglio un re-worked del brano Un momento è stato pubblicato su iTunes e il video accompagnatorio caricato su YouTube.[11]
- Il quarto singolo è Endless, il cui video è stato pubblicato sul canale youtube della cantante il 25 novembre 2011. In Russia fu pubblicato il 10 gennaio 2012. Questo brano che serve come appello per fermare la violenza sulle donne.[12]
- Il quinto singolo estratto è Wow, pubblicato ad aprile 2012.[13]

## Tracce
1. Un momento (con Juan Magan) (Sebastian Barac, Radu Bolfea, Marcel Botezan, Juan Magan)  - 3:25
2. Club Rocker (con Flo Rida) (Sebastian Barac, Radu Bolfea, Marcel Botezan) - 3:34
3. House Is Going On (Sebastian Barac, Radu Bolfea, Marcel Botezan) - 3:12
4. Endless (Sebastian Barac, Radu Bolfea, Marcel Botezan) - 3:20
5. Sun Is Up (Sebastian Barac, Radu Bolfea, Marcel Botezan, Play & Win) - 3:45
6. Wow (Sebastian Barac, Radu Bolfea, Marcel Botezan) - 4:15
7. Señorita (Sebastian Barac, Radu Bolfea, Marcel Botezan) - 4:30
8. We're Going in the Club (Sebastian Barac, Radu Bolfea, Marcel Botezan) - 3:44
9. July (Sebastian Barac, Radu Bolfea, Marcel Botezan) - 4:00
10. No Limit (Sebastian Barac, Radu Bolfea, Marcel Botezan) - 4:24
11. Put Your Hands Up (Sebastian Barac, Radu Bolfea, Marcel Botezan) - 3:56
12. Moon Girl (Sebastian Barac, Radu Bolfea, Marcel Botezan) - 3:33
13. Club Rocker (Play & Win Remix) (Sebastian Barac, Radu Bolfea, Marcel Botezan) - 4:09

Deluxe Edition Bonus Tracks
1. Un Momento (Tony Zampa Tools Mix) (con Juan Magan) - 7:24
2. Club Rocker (Da Brozz Remix) (con Flo Rida) (Sebastian Barac, Radu Bolfea, Marcel Botezan) -  5:09
3. Un Momento (con Juan Magan) (VIDEOCLIP) - 3:43
4. Club Rocker (VIDEOCLIP) - 4:00
5. Sun Is Up (VIDEOCLIP) - 3:14

Mexican Deluxe Edition Bonus Disc
1. Club Rocker (Adrian Sina Remix) (con Flo Rida) - 4:30
2. Club Rocker (Play & Win Extended Version) - 4:17
3. Sun Is Up (Cahill Club Remix) - 7:17
4. Sun Is Up (Ivan Mateluna Hybrid Remix) - 4:47
5. Un Momento (Audiddish Remix) - 5:51
6. Un Momento (Pulserocker D. Remix) - 3:43
7. Endless (Speak One Reworked Radio Edit) - 3:24
8. Endless (Yyan Radio Edit Nex Gun Remix) - 4:50
9. Club Rocker (VIDEOCLIP) - 4:00
10. Sun Is Up (VIDEOCLIP) - 3:14
11. Un Momento (con Juan Magan) (VIDEOCLIP) - 3:43
12. Endless (VIDEOCLIP) - 3:20

Japan Limited Edition
1. Club Rocker (con Flo Rida) (Sebastian Barac, Radu Bolfea, Marcel Botezan) - 3:34
2. Endless (Sebastian Barac, Radu Bolfea, Marcel Botezan) - 3:20
3. Sun Is Up (Sebastian Barac, Radu Bolfea, Marcel Botezan, Play & Win) - 3:45
4. Un momento (con Juan Magan) (Sebastian Barac, Radu Bolfea, Marcel Botezan, Juan Magan)  - 3:25
5. House Is Going On (Sebastian Barac, Radu Bolfea, Marcel Botezan) - 3:12
6. Wow (Sebastian Barac, Radu Bolfea, Marcel Botezan) - 4:15
7. Señorita (Sebastian Barac, Radu Bolfea, Marcel Botezan) - 4:30
8. We're Going in the Club (Sebastian Barac, Radu Bolfea, Marcel Botezan) - 3:44
9. July (Sebastian Barac, Radu Bolfea, Marcel Botezan) - 4:00
10. No Limit (Sebastian Barac, Radu Bolfea, Marcel Botezan) - 4:24
11. Put Your Hands Up (Sebastian Barac, Radu Bolfea, Marcel Botezan) - 3:56
12. Moon Girl (Sebastian Barac, Radu Bolfea, Marcel Botezan) - 3:33
13. Hot (Sebastian Barac, Radu Bolfea, Marcel Botezan, Juan Magan) - 3:37
14. Deja vu (con Bob Taylor) (Sebastian Barac, Radu Bolfea, Marcel Botezan, Juan Magan) - 3:37
15. Love (Sebastian Barac, Radu Bolfea, Marcel Botezan, Juan Magan) - 3:39
16. Amazing (Sebastian Barac, Radu Bolfea, Marcel Botezan, Juan Magan) - 3:25
17. 10 Minutes (Sebastian Barac, Radu Bolfea, Marcel Botezan, Juan Magan) - 3:17
18. Club Rocker (Sebastian Barac, Radu Bolfea, Marcel Botezan) - 4:00
19. Club Rocker (Play & Win Remix) (Sebastian Barac, Radu Bolfea, Marcel Botezan) - 4:09

Japan Limited Edition iTunes Bonus Tracks
1. Club Rocker (VIDEOCLIP)
2. Hot (Cahill Club Mix) [solo per il pre-ordine]

German Deluxe Edition Bonus Tracks
1. Club Rocker (Mike Candy Edit) (con Flo Rida) - 3:03
2. Club Rocker (Jack Holiday Remix) (con Flo Rida) - 4:48
3. Amazing (Dj Feel Original Mix) - 3:37
4. Hot (Play & Win Club Version) - 5:01
5. Deja Vu (Play & Win Club Version) (con Bob Taylor) - 5:33
6. Sun Is Up (Play & Win Extended Mix) - 4:44
7. Un Momento (Extended Version) - 4:37
8. Inna Megamix - 13:58
9. Club Rocker (Solo Version) - 3:34

## Classifiche
| Classifica (2011) | Posizione massima |
| ----------------- | ----------------- |
| Belgio (Vallonia) | 15                |
| Francia           | 23                |
| Messico           | 8                 |
| Repubblica Ceca   | 12                |

### Classifiche di fine anno
| Classifica (2011) | Posizione |
| ----------------- | --------- |
| Messico           | 99        |

## Date di pubblicazione
| Nazione     | Data              | Etichetta         |
| ----------- | ----------------- | ----------------- |
| Messico     | 19 settembre 2011 | + Mas Label, EMPO |
| Paesi Bassi | 19 settembre 2011 | Spinnin'          |
| Italia      | 19 settembre 2011 | Do It Yourself    |
| Romania     | 19 settembre 2011 | Roton Romania     |
| Germania    | 19 settembre 2011 | Roton Romania     |
| Belgio      | 19 settembre 2011 | ARS Entertainment |
| Stati Uniti | 27 settembre 2011 | Ultra             |
| Polonia     | 30 settembre 2011 | Roton Romania     |
| Francia     | 24 ottobre 2011   | Roton Romania     |
| Canada      | 24 ottobre 2011   | Ultra             |
| Romania     | 4 novembre 2011   | Roton Romania     |
| Serbia      | 21 febbraio 2012  | Mascom Records    |
| Giappone    | 11 luglio 2012    | Warner Japan      |
| Regno Unito | 5 novembre 2012   | 3Beat Recordings  |